# 陳腔濫調

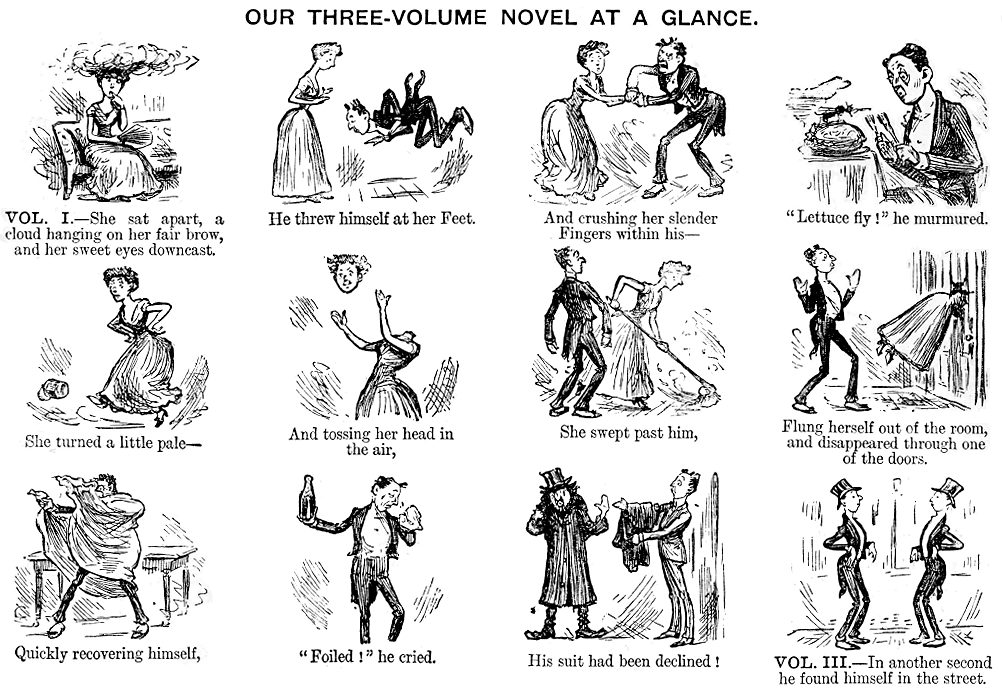
在當時流行文學中的陳腔濫調，由普里斯特曼·阿特金森於1884年公布、1885年製成的卡通“我們瀏覽三卷小說”。

陳腔濫調（法語：Cliché）是一種表達方法、概念、或是藝術相關作品具備的元素，因為過於頻繁地被使用，以至於喪失了它原本的意義或原先想達成的效果，甚至於到達毫無新意、無趣而且惱人的程度。尤其在這個概念本來被認為是很有意思的或是創新的情況下。。

## 用法

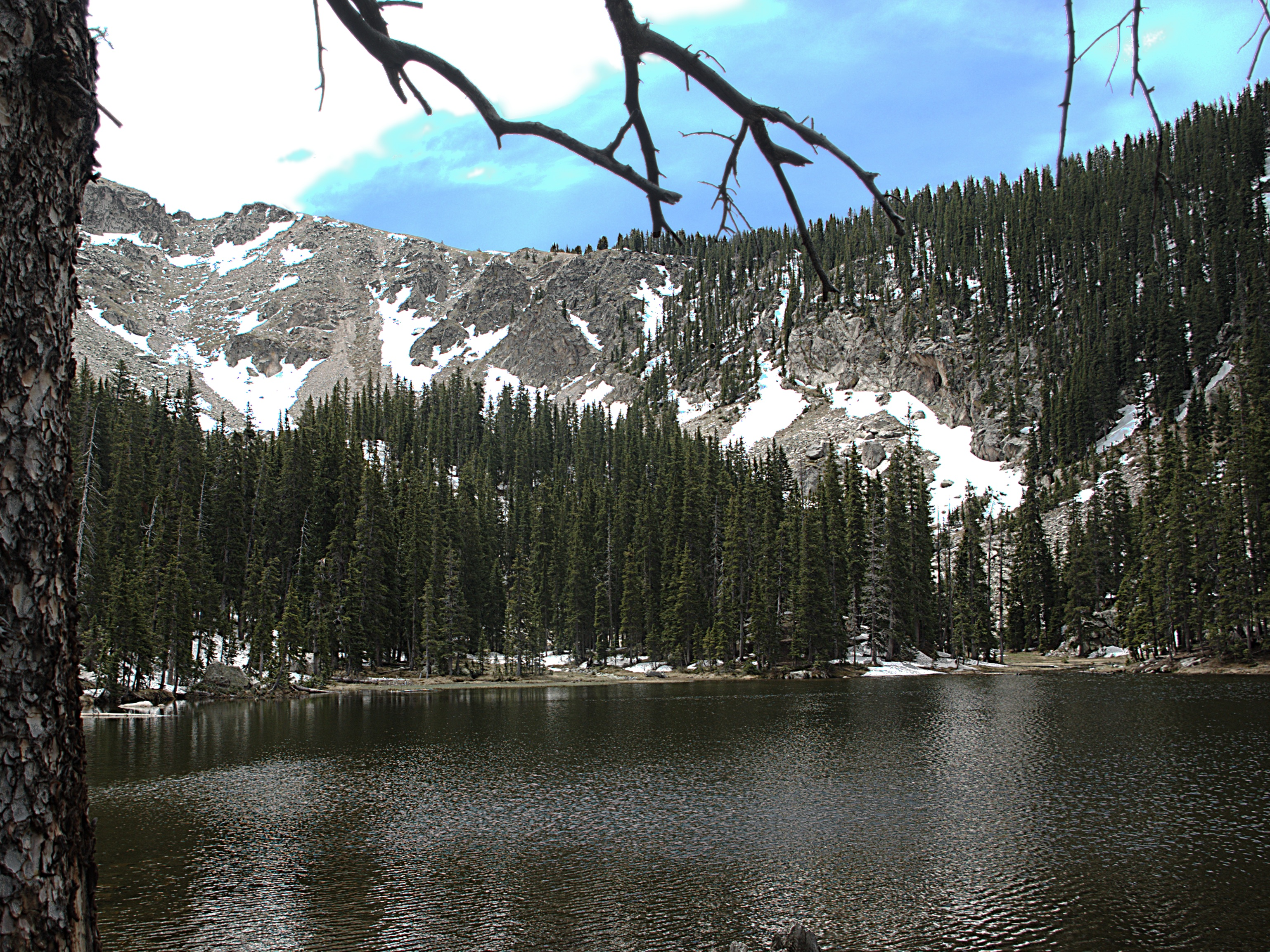
即使使用突出的特徵來建造一個自然場景也可被描述為“陳腔濫調”。

陳腔濫調在各種辭典介紹的衍生形容詞中具有相同含義。